# 사다촌 (오이타현)
사다촌(佐田村)은 오이타현 우사군에 설치되었던 촌이다. 현재의 우사시에 해당한다.